# Нундкол
Нундкол (англ. Nundkol, Nund Kol) — альпийское озеро в северо-западной части Индии. Площадь — 0,389 км². Высота над уровнем моря — 3459 метров. Наибольшая глубина — 8 метров.

## География
Озеро расположено у подножия горы Харамукх (5142 метра). Окружённые пышными зелёными лугами, берега Нундкола летом превращаются в места для кемпинга. Деревня Наранаг является ближайшим населённым пунктом.
Озеро Нундкол питается из озера Гангбал, а оно за счёт таяния ледников на горе Харамукх. Через Нундкол протекает Вангат-Налле, главной правый приток реки Синд.

## Флора и фауна
Зимой озеро замерзает и покрывается толстым слоем льда. Летом на берегах произрастают гравилат, меконопсис, лапчатка и горечавка. Цветы копеечника встречаются поздней весной на всей прилегающей к озеру территории.
Озеро Нундкол изобилует форелью, среди которой выделяют бурую форель. Для рыбалки необходимо наличие соответствующей лицензии.

## Доступность
К озеру можно добраться по 65-километровой автомобильной дороге, ведущей от Сринагара. Луга Трунакхула и Бадпатри находятся на полпути пешего маршрута, который в среднем по продолжительности занимает два дня. Альтернативный путь начинается из деревни Чаттергул и ведёт через луга Маллиша. До озера также можно добраться через Бандипору. Туристы предпочитают маршруты, включающие в себя возвращение через озёра Гадсар, Вишансар и Сонамарг, с целью охватить большую часть озёр этого района.